# Kościół św. Katarzyny Aleksandryjskiej w Górze
Kościół świętej Katarzyny Aleksandryjskiej – rzymskokatolicki kościół parafialny należący do dekanatu Góra wschód archidiecezji wrocławskiej.
Świątynia była wymieniana w dokumencie z 1302 roku. W obecnym kształcie zbudowana została w latach 1457–1552 (po pożarze wcześniejszej budowli). Restaurowana była po pożarze w 1759 roku. W 1963 roku częściowo zawaliły się partie sklepień i wieża zachodnia. Odbudowa trwała w latach 1964–1965. 
Jest to budowla orientowana, murowana, wzniesiona z cegły, trzynawowa, halowa, posiadająca prezbiterium zakończone sześciobocznie, otoczone ambitem i wieńcem kaplic. Nawa środkowa w prezbiterium jest nieco zwężona i posiada na osi filar dzielący dwie połowy sześciokąta. Cała budowla nakryta jest sklepieniami gwiaździstymi, natomiast część zachodnia nakryta jest współczesnym stropem z 1965 roku. Fasada zachodnia, z trójkątną ścianą szczytową, jest flankowana przez dwie, nie ukończone wieże o późnogotyckim kształcie. Wnętrze posiada wyposażenie w stylu barokowym z 2. połowy XVIII wieku, ołtarz główny z obrazem patronki kościoła, tabernakulum i rzeźby ewangelistów. Późnobarokowe i rokokowe ołtarze boczne i ambona, w sklepieniu kruchty malowidła ścienne. W zachodniej kruchcie płaskorzeźba Chrystus w Ogrójcu, a w ołtarzu Wszystkich Świętych późnogotycka rzeźba św. Anny Samotrzeciej z XV w. 
Na zewnętrznym murze szereg renesansowych epitafiów.
W latach 1766–1781 był kantorem kościoła i rektorem szkoły parafialnej był niemiecki kompozytor Wilhelm Adolph.

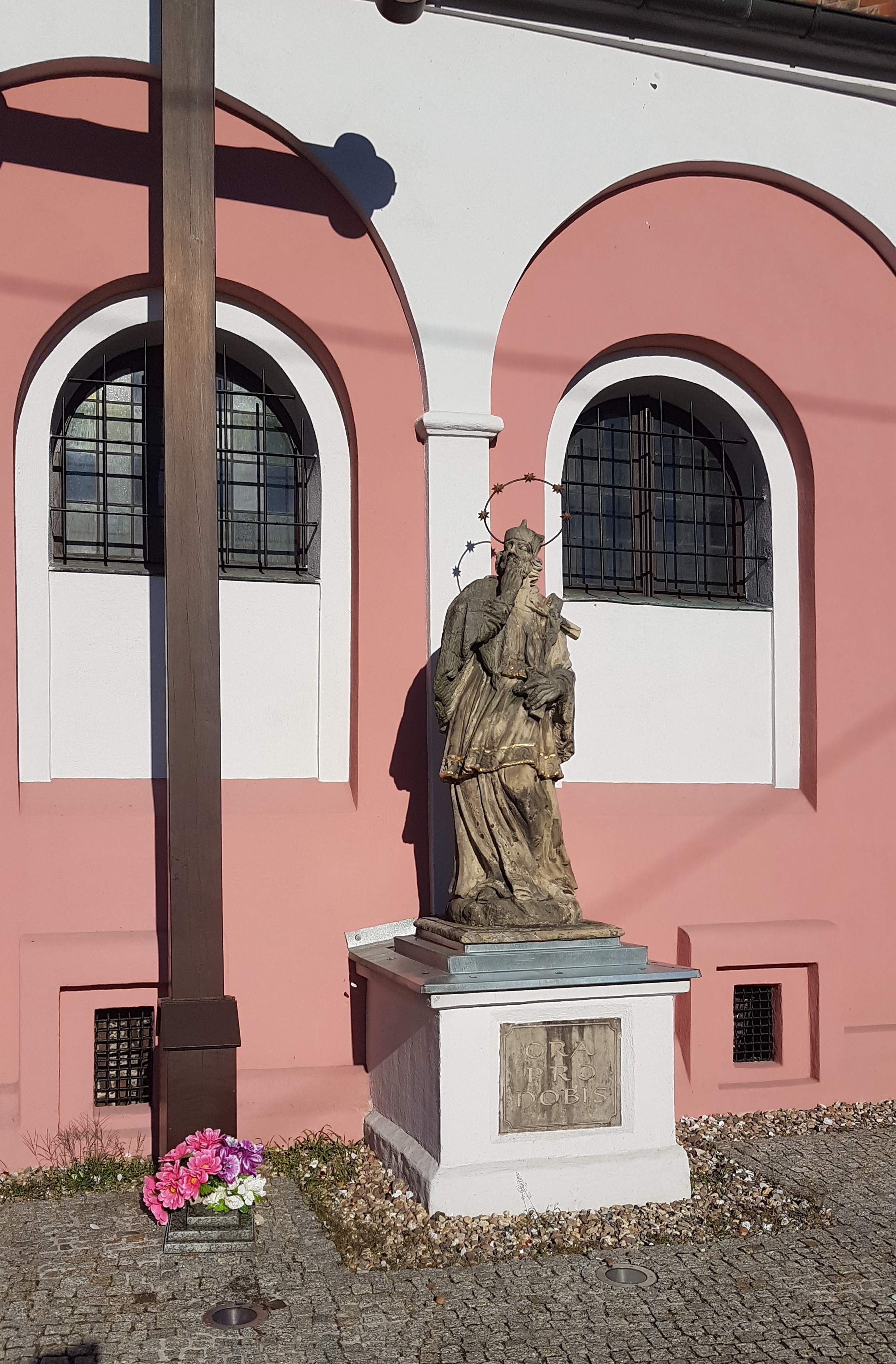
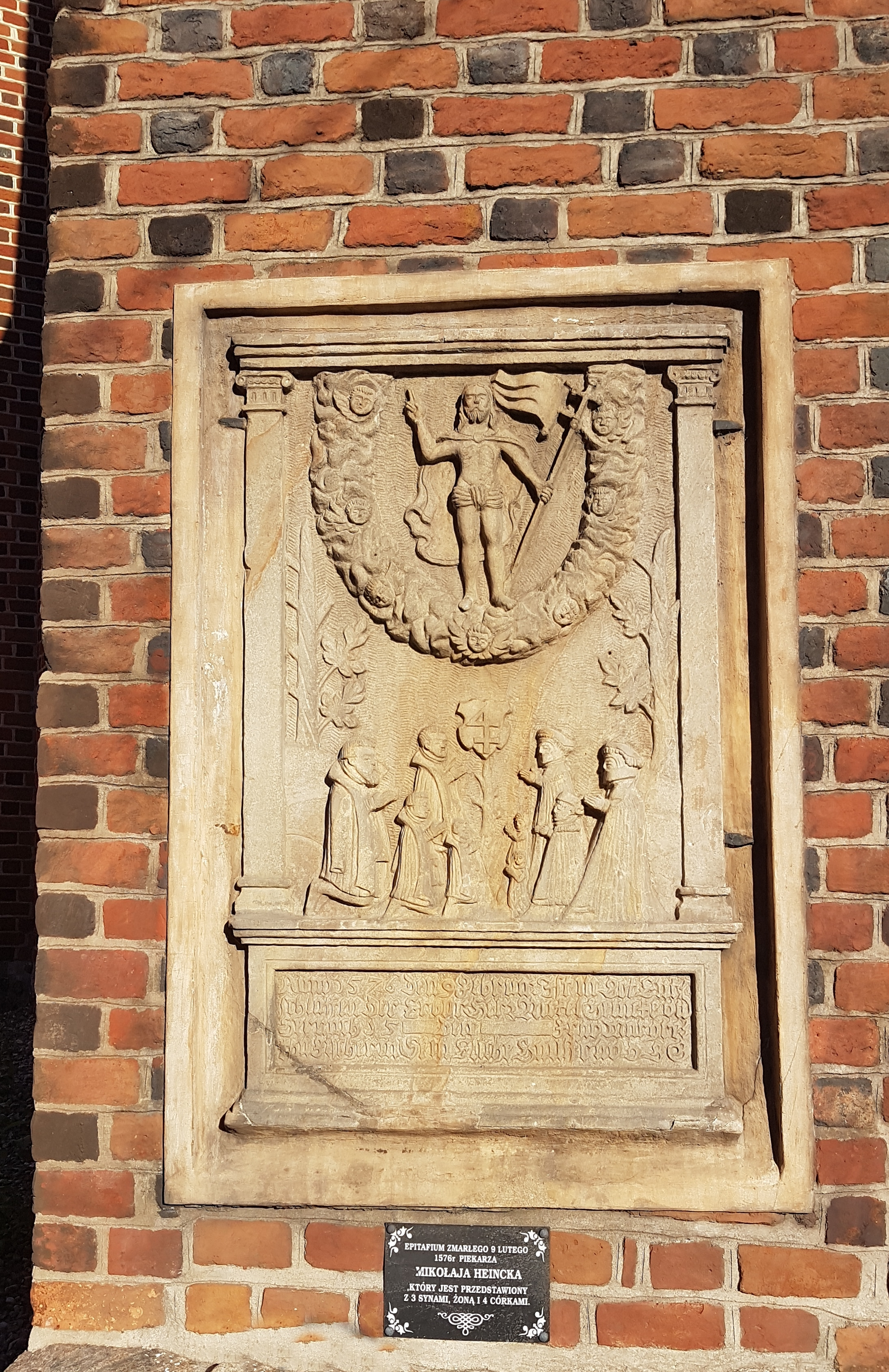
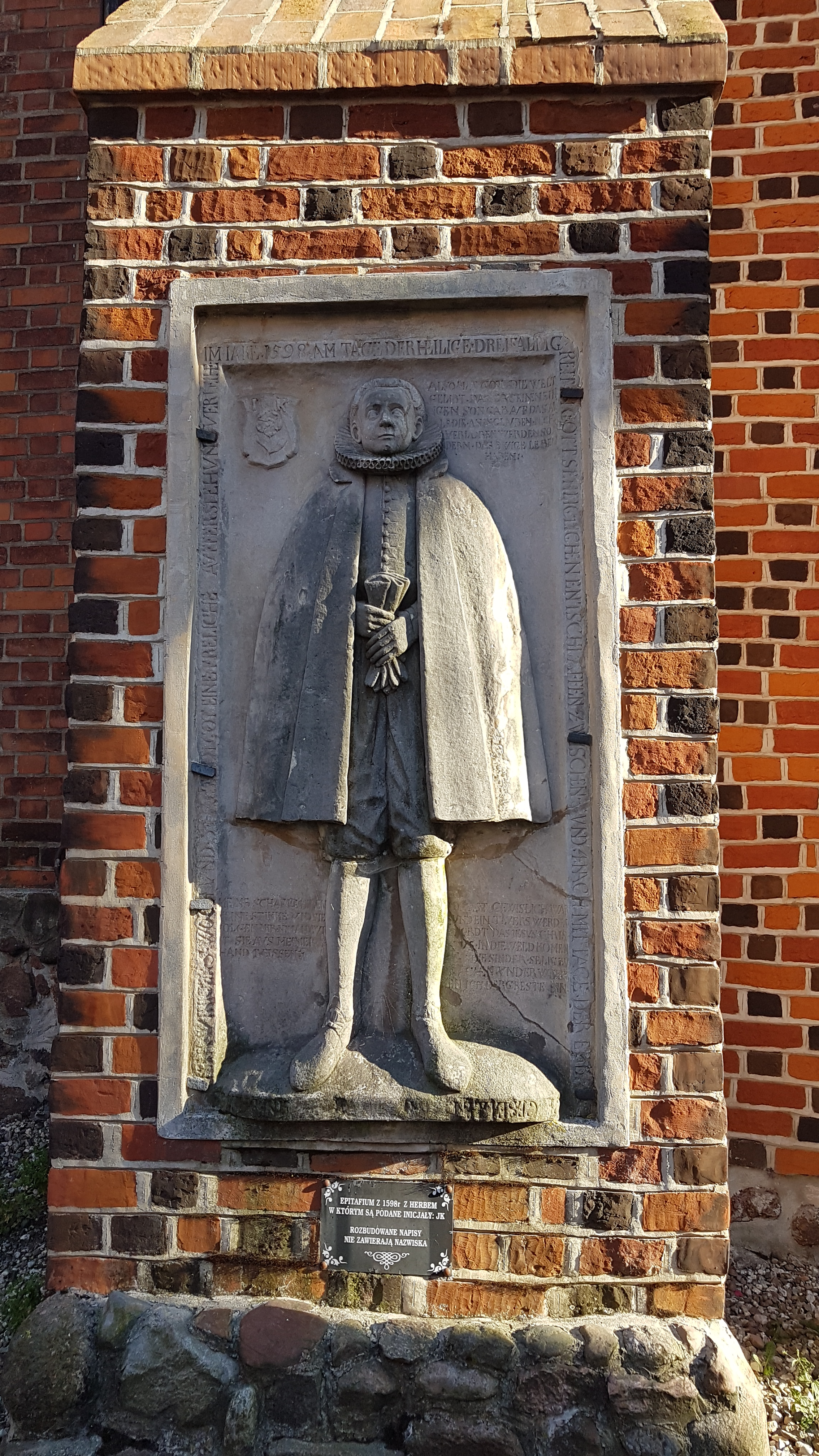
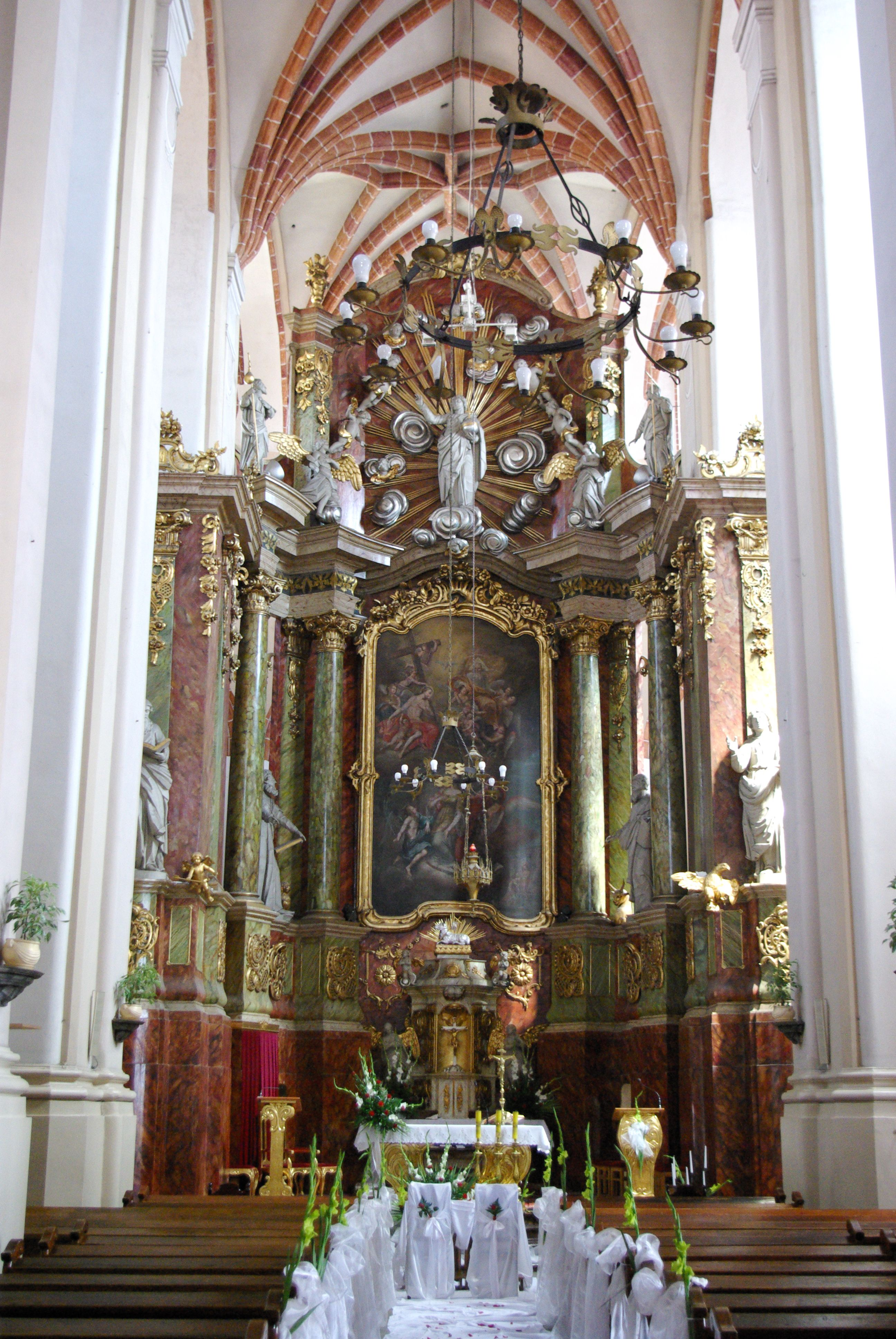